# THE ANYMAL
『THE ANYMAL』（ジ・アニマル）は、日本のロックバンドSuchmosの3枚目のオリジナルアルバムである。2019年3月27日に、彼らのレーベルF.C.L.Sから発売された。自主レーベル発足後初のフル・アルバムである。

## 背景
2019年1月20日、「THE KIDS」以来2年ぶりとなるフルアルバムの発売が発表された。同日、神奈川県・横浜スタジアムで開催されるワンマンライブ「Suchmos THE LIVE」のチケット先行予約受付も公式サイトで開始された。2月27日、収録曲やジャケット写真などアルバムの詳細が公開された。アルバムはCDのみの通常盤とDVD付の初回限定盤の2形態で発売。
2019年1月25日、アルバムに収録された新曲「WATER」の先行配信が開始された。同曲は、J-WAVEの開局30周年ソングの第4弾として彼らが提供したもので、1月1日よりラジオでオンエアされていた。この曲のジャケットビジュアルは、ボーカルのYONCEが手掛けた。同年2月27日、「THE ANYMAL」の発売に先駆け、2018年11月の横浜アリーナのワンマンライブでも披露され、アルバムの題名のきっかけにもなった「In The Zoo」がiTunesを含む音楽配信サービスで配信が開始された。初回生産限定盤DVDには、初めてSuchmosのレコーディング風景を収めた、写真家・岡田貴之が手掛けた「THE ANYMAL」のストーリームービー「Join Us And Go Somewhere Nice」が収録されている。この映像の一部が、同日YouTubeで公開された。3月3日、「In The Zoo」に加え、初期の曲「Pacific」を“現在のSuchmos”の視点で新たに生まれ変わらせた「Pacific Blues」の2曲を収録した12inchアナログ盤「In The Zoo / Pacific Blues」が限定発売された。「Pacific Blues」は、1テイクでレコーディングされており、スタジオで聴く音に一番近い音で聴いてほしいという、メンバーの希望でアナログ盤にのみ収録される形となった。ジャケットのアートワークは、YONCEとドラムのOKが手掛けている。このアナログ盤は、3月12日に全国一斉開催された全曲試聴会「Suchmos『THE ANYMAL』Listening Night Out」の会場でも先行販売された。
アルバムの制作には、1年以上を要した。YONCEは「まったく意図してなかったのに、結果的に周りを挑発する内容になってしまったアルバム」と語る。キーボードのTAIHEIによると、今までの曲作りはバンドでのジャムセッション先行で、そこにYONCEが鼻歌を乗せ、歌いたい言葉とつけていくことが多かったが、今回のアルバムは、YONCEの歌と歌詞が先行した曲が多かった。YONCEによると、個人やバンドで様々な国を巡ったり、ツアーで大きなステージを経験して視野が広がる一方で、誰かとの揉め事や人付き合いなど狭い日常においての疑問とのギャップに悩み、それを歌にすべきか否かを考えていた。しかし、ある時期に「すべてが歌じゃん」という心境に至り、それを歌うのが自分の役割であると気持ちが振り切れたという。
アルバムタイトルは、アルバムが発売される数日前に決まった。タイトルは収録曲「In The Zoo」の影響を受けている。「アニマル」は、通常は「ANIMAL」と綴るが、この作品では、IがYになっている。この意図についてYONCEは、様々なことに葛藤する現代人を表した造語だと説明している。

## 構成
「THE ANYMAL」は、全12曲の新曲で構成される。ほとんどの曲の演奏時間は5分を超え、全曲合わせると1時間以上になる。ライターの黒田隆憲は、サブスクリプションの普及によって「アルバム」というフォーマットそのものが変容しつつあり、例えばカニエ・ウェストやソランジュ、ジェイムス・ブレイクといったアーティストたちが、こぞってコンパクトなサイズのアルバムを発表している中、それとは全く逆の表現方法をとっているのは興味深いと指摘している。オープニングナンバーの「WATER」は、リバーブを極力抑えたデッドなドラムサウンド、下降していくピアノのコードバッキングに絡みつく、オクターブを強調した躍動的なベースラインで構成され、その上でYONCEがファルセットと地声で浮遊感たっぷりに歌い上げる。黒田はこの曲をレニー・クラヴィッツの初期作と比較している。「ROLL CALL」は、ファズギターやスプリングリバーブ、縦ノリのドラムがガレージサイケのような曲である。「In The Zoo」は、アルバムのリード曲であり、ミュージック・ビデオが制作され、2019年3月19日にYouTubeに公開された（監督は山田健人）。「自分たちも含めて理性と本能の間で葛藤している動物」にたとえた〈We‘re just animals〉という歌詞と共に、ロックやブルースを現在のSuchmosならではの視点で切り拓いた曲であり、アルバムタイトルのきっかけにもなっている。

## 批評家の反応
| 専門評論家によるレビュー | 専門評論家によるレビュー |
| レビュー・スコア         | レビュー・スコア         |
| 出典                     | 評価                     |
| ------------------------ | ------------------------ |
| Real Sound               | 肯定的                   |
| ローリングストーン日本版 | 肯定的                   |
| rockin'on.com            | 肯定的                   |

ライターの黒田隆憲はReal　Soundのレビューにおいて、「THE ANYMAL」は、YONCEが過去のインタビューで予告していた通りミニアルバム「THE ASHTRAY」で試みたプログレッシブ〜サイケデリックなアプローチの、一つの到達点といえるもので、「間違いなく彼らの最高傑作」と評価した。音楽評論家の柳樂光隆は、過去のアルバムと比較して、「転向」や「もはや別のバンド」なのかと思うほどの大きな音楽性の変化を指摘。顕著な変化として、サウンドの質感がこれまでの彼らのイメージだった1980年代や90年代のものではなく、60年代や70年代初頭のものになったことを挙げている。このアルバムを彼らのファンがどう思うかは想像ができないが、「これまでの彼らの中では最も高い評価を得る作品になる可能性はあると思うし、僕はこれまでで最も面白く聴いたのはたしかだ」とコメント。ファン、リスナー、日本の音楽シーンにとってもいい戸惑いが起きそうな「一石を投じる作品が生まれた」ことを楽しみたいと付け加えた。ライターの荒野政寿はローリングストーン日本版のクロスレビューにおいて、サイケデリック・ロックへの傾倒を大胆に進めた本作は、そうした形容だけで一括りにできるような、単に“トリッピー”“スペイシー”なだけのアルバムではなく、厭世観や逃避への欲求をあらわにする一方で、どうにも逃げ切れない現実のブルース（「In The Zoo」や「You Blue I」）、未来に対する漠然とした不安（「WHY」や「HERE COMES THE SIX-POINTER」）にも目を向けており、揺れる感情の機微を受信できるかどうかで、本作の印象は大きく変わってくるだろうと指摘。今、この瞬間に抱えているもやもやを吐露した作品であればこそ、の説得力があるし、“背伸びした結果の野心作”とは異質な、変化の必然性が納得できるアルバムというのが現時点での実感だとコメントした。また、荒野は、Suchmosが絶賛してきた同世代のアーティスト、ハイエイタス・カイヨーテやサンダーキャットからの影響を指摘している。ライターの矢島由佳子は、本作でSuchmosが表現していることは、「自分の直感を信じること」、「それぞれの素直な気持ちに従いながら、前に向かって足を動かすこと」、「バンドメンバーでさえも同じ価値観の人間なんてこの世にはいないなかで、いかに他人を愛するか、ということ」の3つであると分析。今作は、意図的に「時代」「社会」に目を向けて作られたわけではなく、あくまで、自分たちの心の深いところを見つめて、自分たちの人生を音で表現することを追究して生まれた作品であると指摘。しかし、それが結果的に、半歩先の時代のあり方へのガイドとなっていることに対しては、Suchmosがやはり、商業音楽を作る職人やマーケターなどではなく、本物の表現者・芸術家であることを証明していると言っていいだろうとコメントした。ロッキング・オンが運営する音楽情報サイトrockin'on.comの小池宏和は、「コズミック・ブルース／サイケデリック・ソウル・アルバム」と呼び、「ロックは、バンドミュージックは、そもそもこれぐらいロマンチックで途方もないイマジネーションに支えられた表現なのだということを、確実に伝えてくれるアルバムなのである。」と評価した。

## チャート成績
Billboard　Japanのアルバム・セールス・チャートJAPAN Top Albums Salesでは、2019年4月8日付けで初登場3位を記録。ダウンロード・チャートで2位、ルックアップで21位をそれぞれ記録し、総合アルバム・チャートでは2位を獲得。
| チャート（2019年）               | 最高 順位 |
| -------------------------------- | --------- |
| Billboard Japan Top Albums Sales | 3         |
| Billboard Japan Hot Albums       | 2         |
| Billboard Japan Download Albums  | 2         |
| オリコン 週間アルバム            | 4         |
| オリコン 週間デジタルアルバム    | 3         |

## 収録曲
| 全作曲: Suchmos。 |                                |           |            |       |
| #                 | タイトル                       | 作詞      | 作曲・編曲 | 時間  |
| 1.                | 「WATER」                      | YONCE,HSU | Suchmos    | 6:49  |
| 2.                | 「ROLL CALL」                  | OK        | Suchmos    | 5:30  |
| 3.                | 「In The Zoo」                 | YONCE     | Suchmos    | 8:16  |
| 4.                | 「You Blue I」                 | YONCE     | Suchmos    | 6:58  |
| 5.                | 「BOUND」                      | YONCE     | Suchmos    | 4:13  |
| 6.                | 「Indigo Blues」               | YONCE     | Suchmos    | 11:39 |
| 7.                | 「PHASE2」                     |           | Suchmos    | 0:27  |
| 8.                | 「WHY」                        | HSU,YONCE | Suchmos    | 5:00  |
| 9.                | 「ROMA」                       | YONCE     | Suchmos    | 5:08  |
| 10.               | 「Hit Me, Thunder」            | YONCE     | Suchmos    | 8:29  |
| 11.               | 「HERE COMES THE SIX-POINTER」 | YONCE     | Suchmos    | 5:25  |
| 12.               | 「BUBBLE」                     | YONCE     | Suchmos    | 6:10  |
| 合計時間:         | 合計時間:                      | 合計時間: | 74:04      |       |

| #  | タイトル                          | 作詞 | 作曲・編曲 |
| -- | --------------------------------- | ---- | ---------- |
| 1. | 「Join Us And Go Somewhere Nice」 |      |            |

## 宣伝活動
2019年3月12日、アルバムの全曲試聴会「Suchmos『THE ANYMAL』Listening Night Out」が札幌市、仙台市、新潟市、富山市、東京都、名古屋市、静岡市、大阪市、広島市、福岡市の全国10都市で一斉開催された。全国のラジオ局が協力する形で開催され、ラジオのリスナーのみが抽選で無料招待された。3月15日には、バンドの公式LINEアカウントで全曲試聴会が行われた。3月26日から28日にかけてバンドのオリジナルトラックが大阪、東京、愛知、宮城、福岡の5都市で移動販売を行う企画「MUSIC DELIVERY」を行う。
2019年3月29日、SuchmosのYouTube公式チャンネルにてライブ映像「Suchmos『THE ANYMAL』Live in Church」がプレミア公開された。3月31日、スペースシャワーTVにてアルバム発売の記念して企画された特別プログラム「Suchmos DAY」を放送された。プログラムは、教会で収録されたライブ映像やインタビューで構成された特別番組「V.I.P. -Suchmos-」、ミュージックビデオ特集「Suchmos MUSIC VIDEO SPECIAL」、Suchmosのレギュラー番組「Suchmostyle」の総集編など全5番組で構成される。